# Dirslaus von Schwenkfeld
Dirslaus von Schwenkfeld OP (auch Dirslaus von Clatensis; † 1398) war Dominikaner und Weihbischof in Breslau.
mit dem  Titularbistum von Clatensis.

## Leben
Dirslaus, dessen Wappen mit drei schächerkreuzförmig gestellten Grabscheiten darauf verweist, dass er vermutlich dem schlesischen Adelsgeschlecht Schwenkfeld angehörte, trat dem Orden der Dominikaner bei. Es ist möglich, dass er mit dem 1342 in Prag ermordeten Inquisitor Johann Schwenkfeld verwandt war, der ebenfalls Dominikaner war und aus dem Schweidnitzer Konvent kam.
Es ist nicht bekannt, wann Dirslaus zum Weihbischof in Breslau bestellt wurde. Bischöfliche Handlungen von ihm sind erstmals für das Jahr 1365 im Dominikanerkloster in Oppeln belegt. Dort konsekrierte er am Festtag Maria Himmelfahrt die St.-Adalbert-Kirche und die Ältäre sowie den Kreuzgang. Die gleichen Weihehandlungen führte er am 9. Oktober 1371 im Rabibor Dominikanerklosters aus. 1372 und 1375 hielt er im Breslauer Dom am Gründonnerstag das Pontifikalamt, bei dem die öffentlichen Büßer wieder in die Kirche aufgenommen wurden. 1376 gehörte er einer bischöflichen Kommission an, die in Frankenstein einen Streit zwischen dem Stadtpfarrer Petrus Kunzendorf und dem Prior Jakobus Pores vom Dominikanerkloster Frankenstein zu schlichten hatte. 1390 erteilte er dem Kleriker Simon in Briesen bei Brieg die niederen Weihen. Dirslaus starb 1398 und wurde in der Breslauer St.-Adalbert-Kirche beigesetzt.